# Бингата

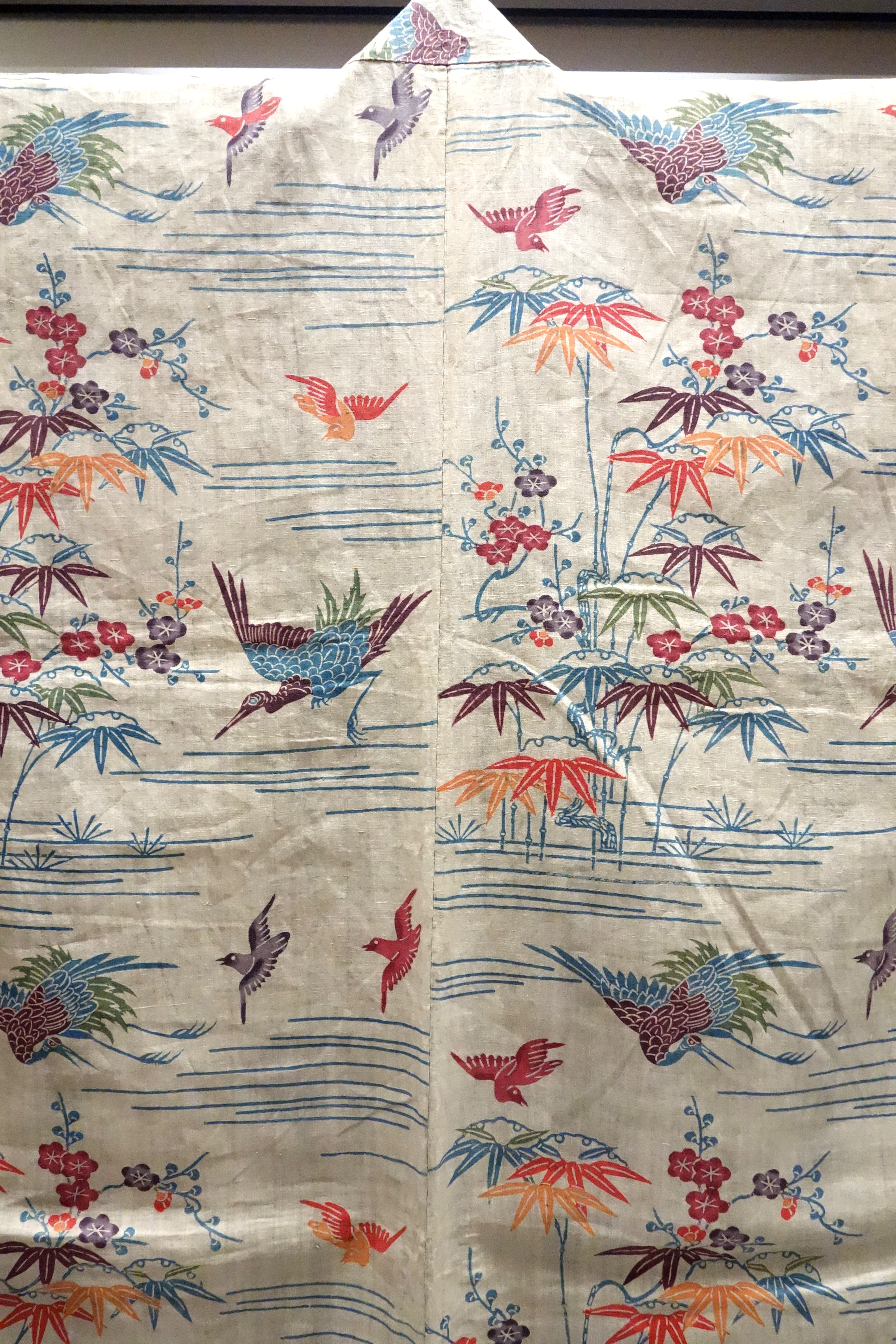
Бингата XIX века

Бингата (яп. 紅型) — традиционный окинавский способ окрашивания тканей, а также сама ткань, окрашенная таким образом, и изделия из неё. Используется для кимоно и хаори, поясов, норэн, скатертей, салфеток, сумок и прочего. Традиционные мотивы — цветы, волны, птицы, облака.

## Общие сведения и описание процесса
Для бингата используются натуральные красители, поэтому ткани, окрашенные в этой технике, очень яркие, тропических расцветок. Существует также старинный стиль (яп. 古紅型 кобингата), отличающийся сдержанностью цветовой гаммы и мелким рисунком. Традиционные ткани для окрашивания бингата — шёлк, хлопок и абака (из волокон банановой пальмы). Часто встречается рами. Простолюдины летом носили банановые одежды, а зимой переходили на хлопковые, тогда как знать круглый год ходила в шёлковых. По типу рисунка различают четыре типа бингата: с крупным рисунком (три трафарета размером 60 × 45,5 см), со среднекрупным рисунком (рисунок в 2/3 или вполовину крупного), со средним (в четверть крупного) и с мелким рисунком. В отличие от кимоно, бингата носят без учёта текущего сезона.
Синий цвет получают из ферментированных листьев стробилянта cusia, жёлтый из гарцинии subelliptica и аурипигмента, бордовый из цезальпинии sappan, красный из восковницы красной и кошенили, чёрный из туши для письма. Белый получают, оставляя ткань неокрашенной.
Для производства бингата требуется трафарет, который вырезают из плотной бумаги. Непосредственно процесс окрашивания включает две техники:
катадзомэ (яп. 型染め) — на ткань через трафарет наносят рисовый клейстер (яп. 伏せ糊 фусэнори) и прокрашивают свободные участки; эта методика предположительно была заимствована из Китая;
цуцугаки (яп. 筒描き) — с помощью рожка с клейстером на ткани отмечают границы рисунка, который затем наносят кистями; на эту методику, вероятно, повлияла японская техника юдзэн.
Окрашивание происходит в несколько приёмов, после каждого ткань тщательно промывают от старого клейстера. Последний этап окрашивания — нанесение широкой кистью фонового цвета. Затем ткань в течение часа подвергают воздействию водяного пара, который закрепляет краски, и ещё раз полощут и сушат.

Бингаты XIX и XX века
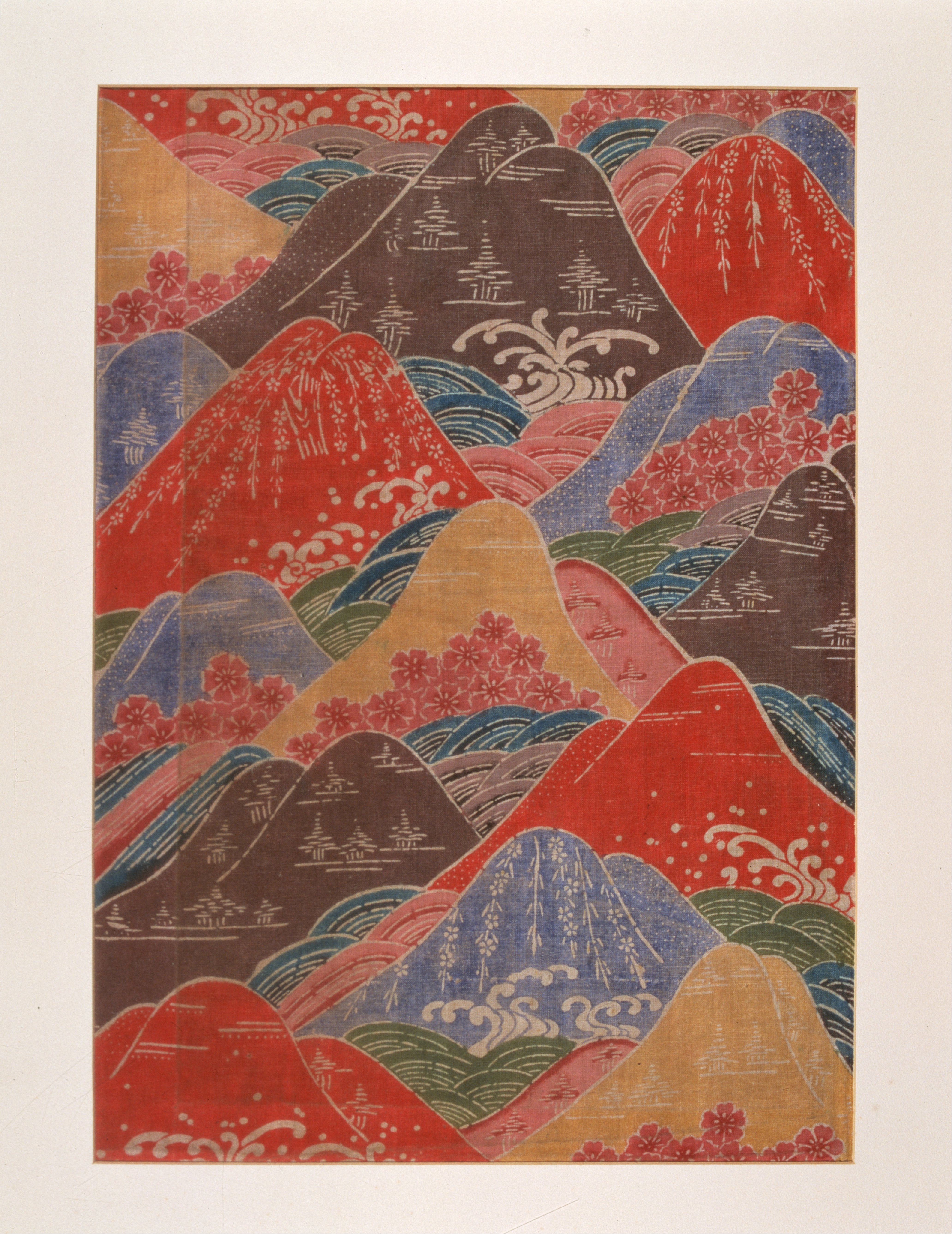
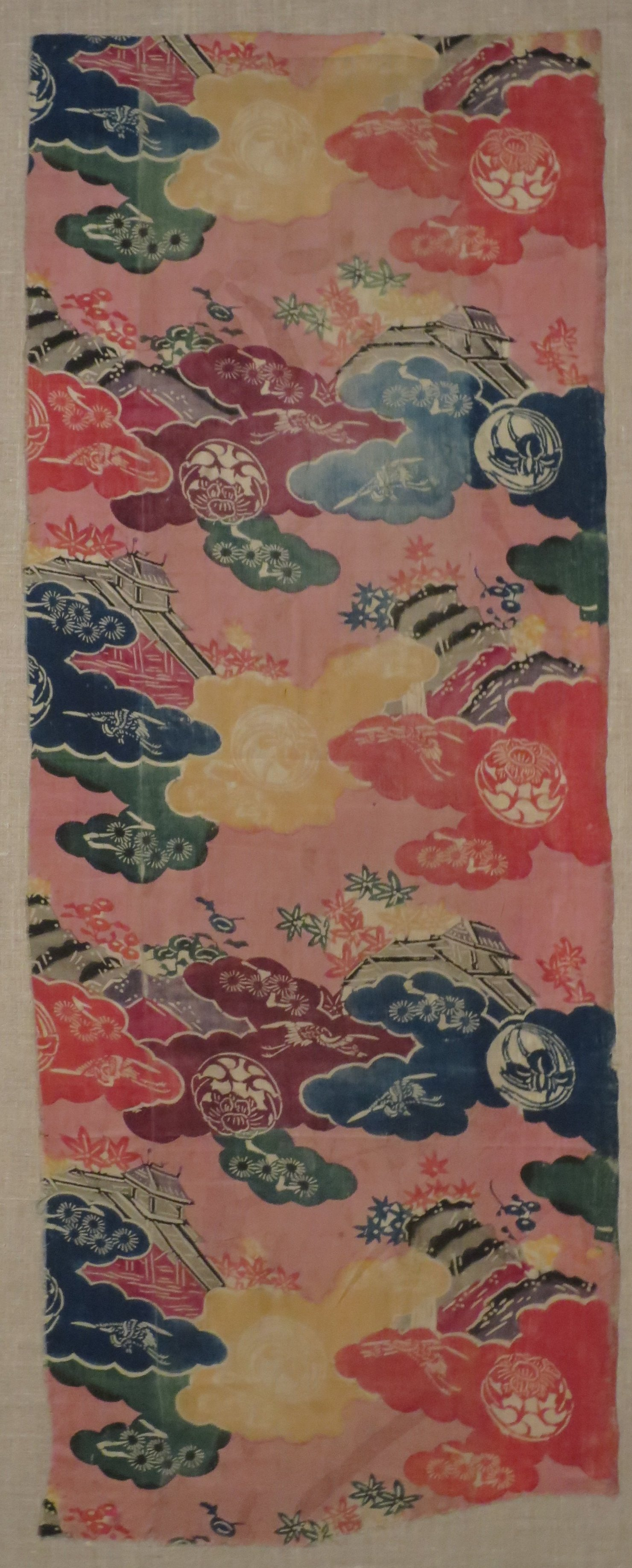
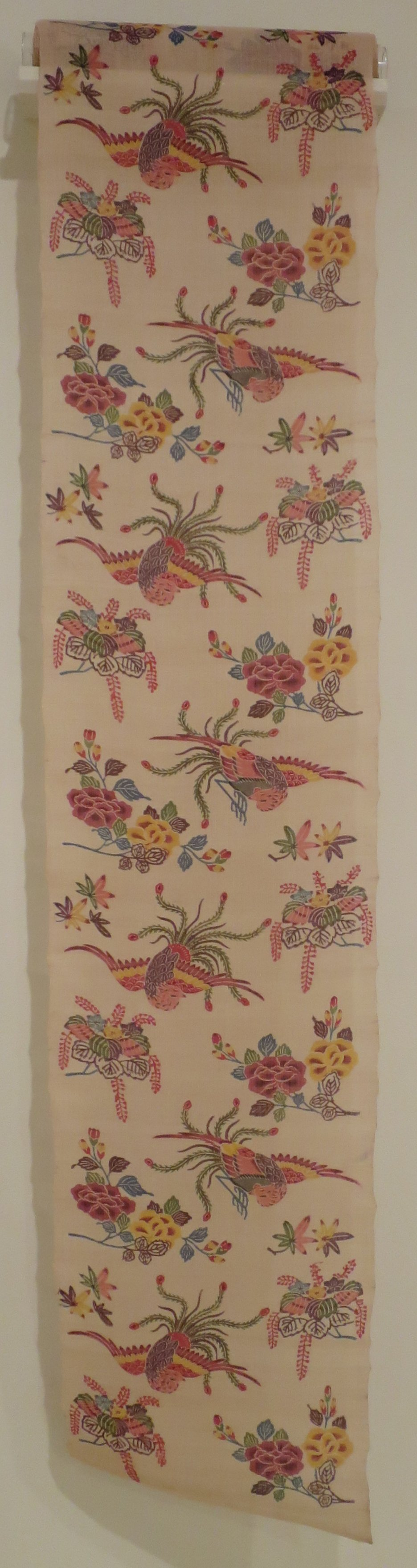
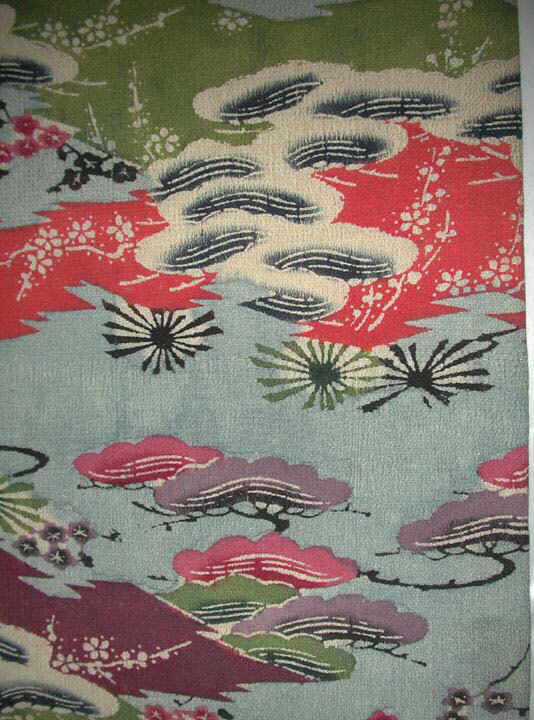
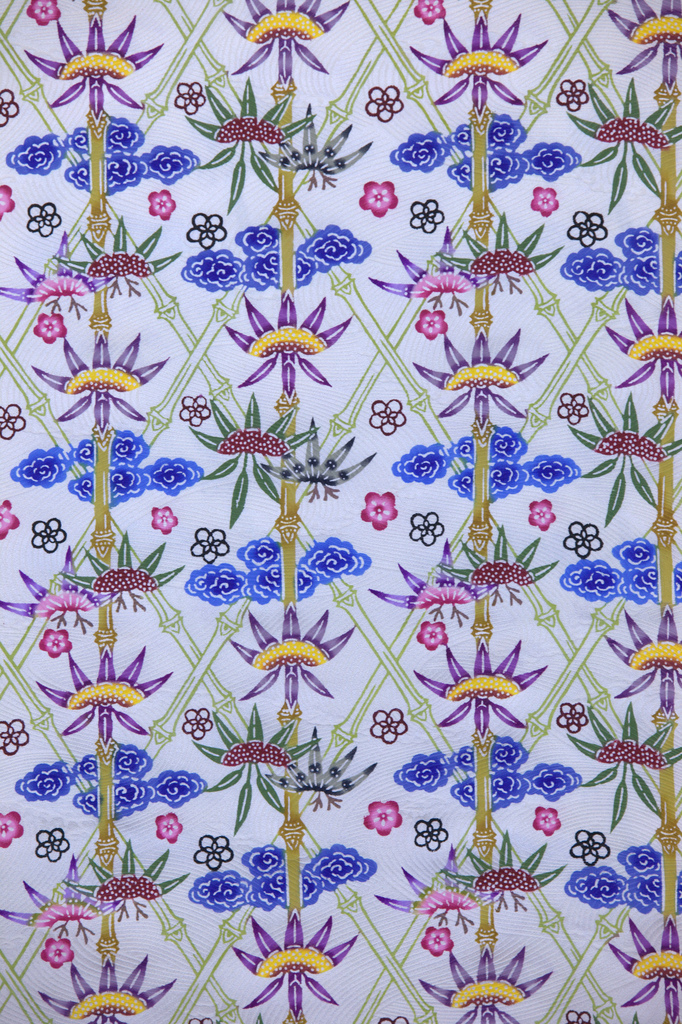

## История
Слово «бингата» происходит от сочетания иероглифов «бин» (яп. 紅), в литературном японском языке означающего «красный», но использованного в значении «цвет, цвета вообще», и «ката» (яп. 型), то есть «тип, стиль» либо «трафарет».
Бингата возник в XV веке, когда на территории современной Окинавы располагалось независимое государство Рюкю, которое вело активную торговлю с Китаем. Используемые для окрашивания методики были разработаны в Южной Азии и попали в Рюкю по морю. Рисунки бингата обычно демонстрируют явное китайское влияние. Китайская провинция Фуцзянь была поставщиком пигментов для бингата, в XVIII веке оттуда же были ввезены рисунки птиц и цветов, которые кардинально изменили вид ткани, а в 1766 году — способ изготовления бумаги для трафаретов. Крупные и яркие рисунки могли носить только члены королевской семьи, ношение жёлтых кимоно было разрешено исключительно им, а светло-голубых и белых — аристократии.
Правительство Рюкю официально запретило производство бингата всем, кроме членов трёх семейств: Такуси, Тинэн и Гусукума (или Сирома). После аннексии Рюкю Японией мастерам пришлось искать собственные рынки сбыта, многие сменили деятельность. Это сильно ударило по данному искусству.
Вторая мировая война чуть не привела к исчезновению бингата: многие магазины закрылись, заставив художников по ткани бросить ремесло. Большую роль в возрождении бингата сыграл Эйки Сирома (яп. 城間栄喜 сирома эйки), собравший коллекцию из множества традиционных трафаретов. В 1950 году было создано Общество по защите бингата, а в 1984 это ремесло получило статус традиционного прикладного искусства (яп. 伝統工芸 дэнто:ко:гэй). По состоянию на 2011 год Ассоциация по популяризации национальных японских искусств перечисляла 11 мануфактур, производящих бингата: две в Нахе, две в Йомитане, по одной в Мотобу, Кумедзиме, Миякодзиме, Исигаки, Такетоми, Йонагуни и Огими. Дизайнер текстиля Кэйсукэ Сэридзава черпал в бингата вдохновение перед созданием собственной разновидности катадзомэ.

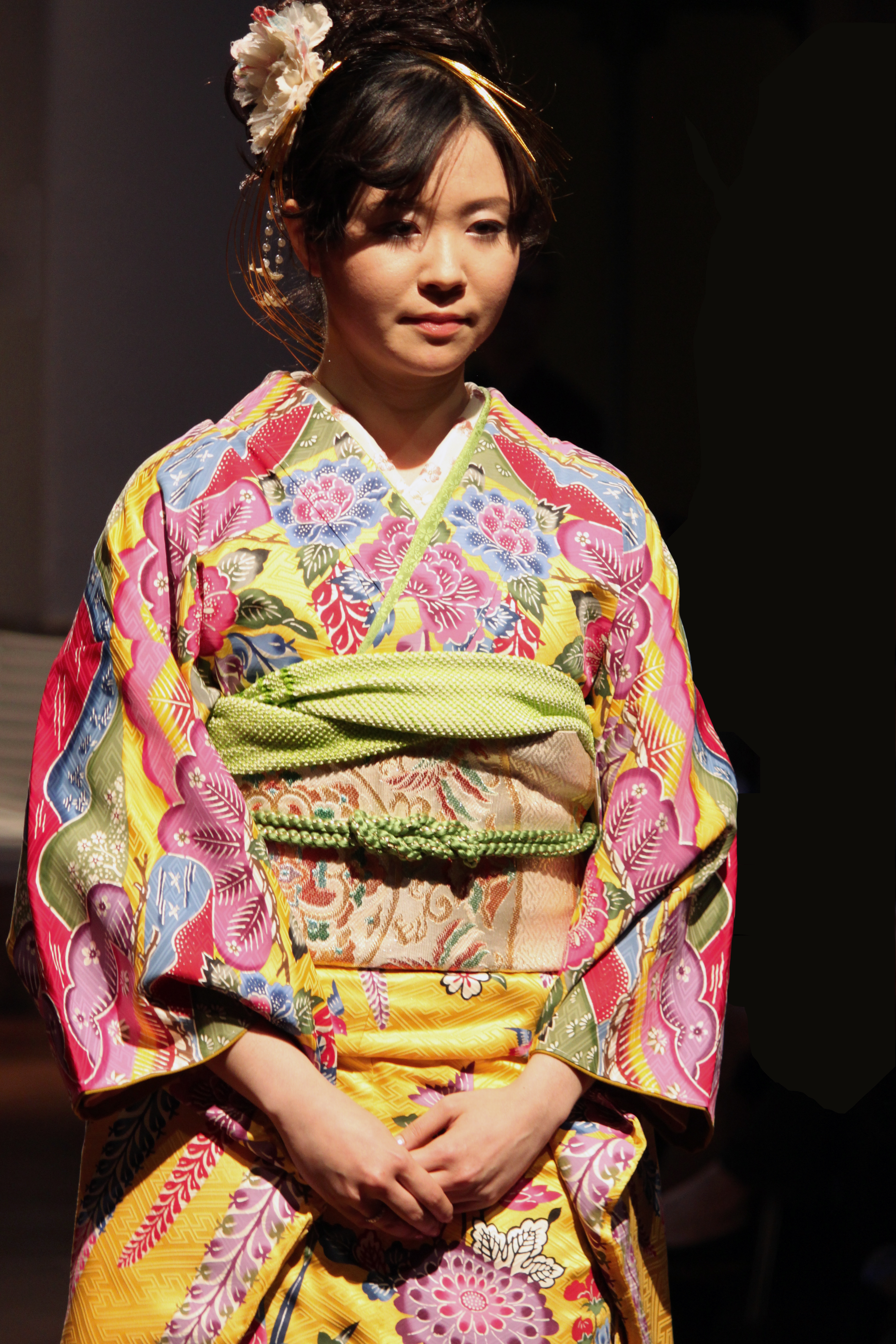
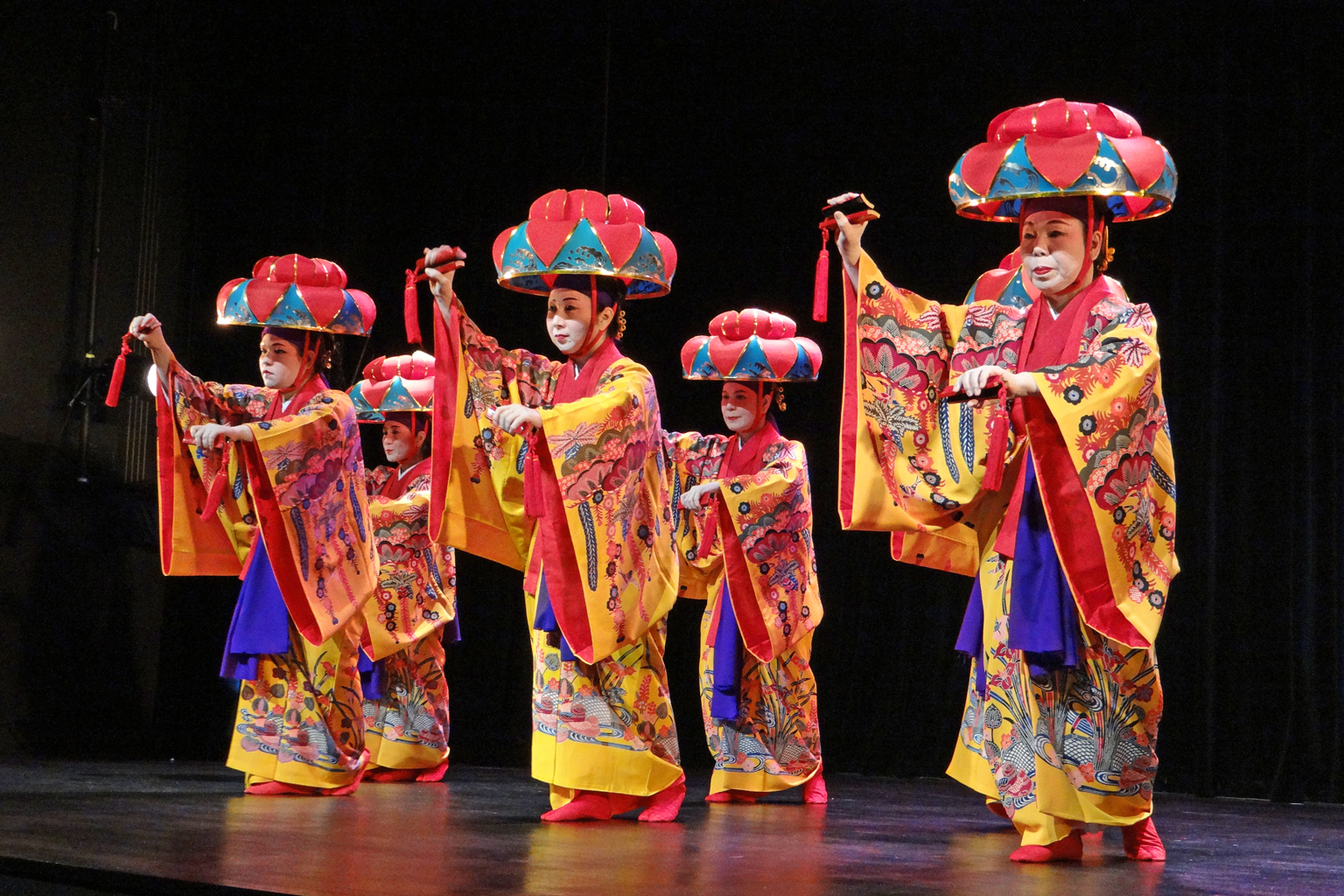
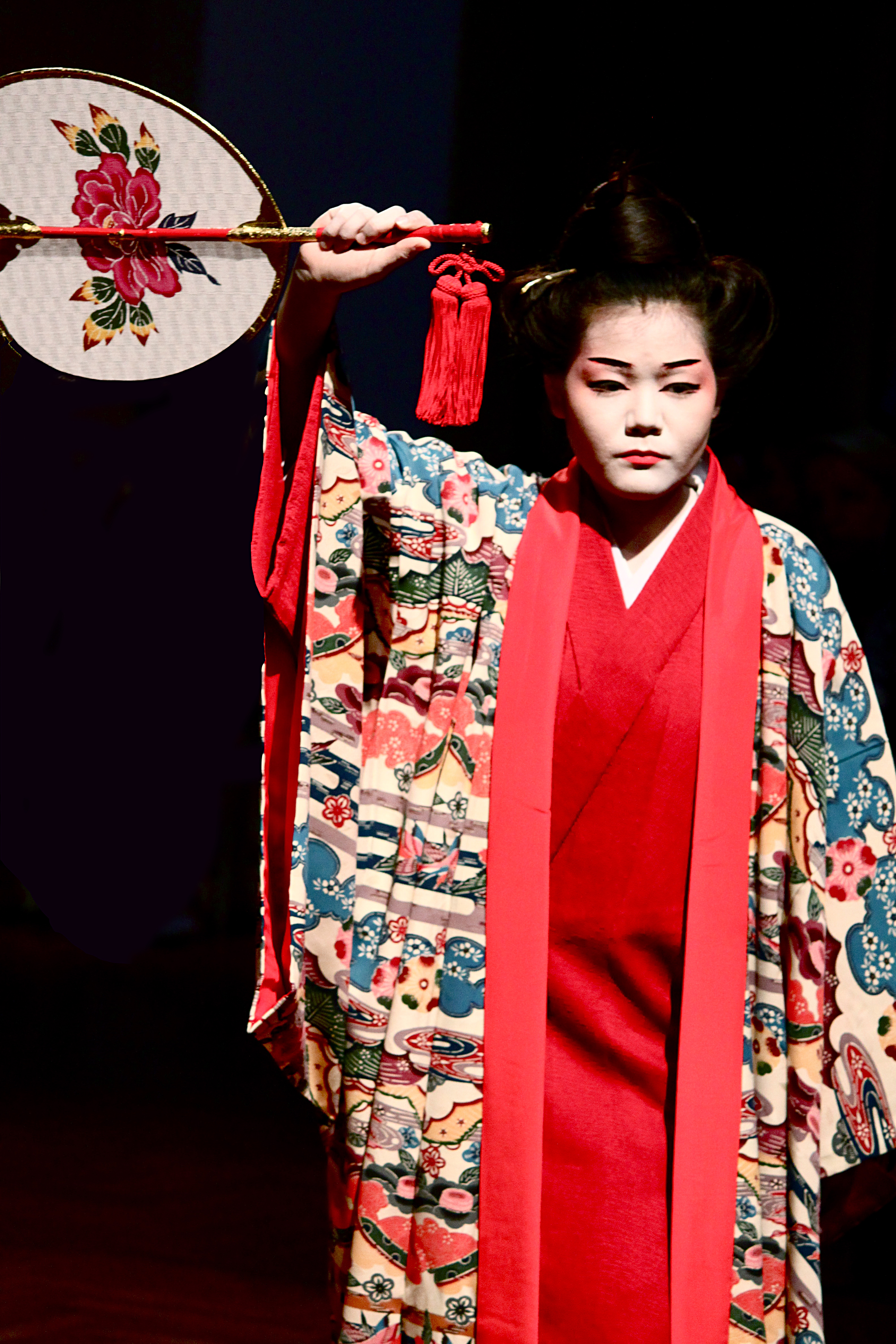